# Kader Boukhanef
Kader Boukhanef, né le 10 août 1965 à Paris, est un acteur et metteur en scène français.

## Biographie
Né dans une famille algérienne  de Kabylie, il suit une formation théâtrale auprès d’Yves Brainville et Gérard Dessalles. Il est révélé, en 1985, dans le film Le Thé au harem d'Archimède réalisé par Mehdi Charef. Son rôle de Majid, petit de la banlieue parisienne qui essaie de s’en sortir, lui vaut une nomination aux Césars dans la catégorie meilleur espoir masculin en 1986.
Il apparaît ensuite dans plusieurs productions cinématographiques et télévisées. Au cinéma, il joue des rôles secondaires, notamment, dans Miss Mona de Mehdi Charef, La Tribu d'Yves Boisset, Marthe de Jean-Loup Hubert ou Demi-sœur de Josiane Balasko.
Pour la télévision, de 1989 à 1992, il tient le rôle-titre dans la série du Lyonnais puis, il est le partenaire de Xavier Deluc dans la série Marc Eliot et de Bernard Tapie dans Commissaire Valence. En 2013, il joue le rôle de Walid dans quelques d'épisodes de la neuvième saison de Plus belle la vie.
En 2007, il interprète un des deux rôles principaux dans L'Autre Moitié de Rolando Colla, ce qui lui permet de décrocher le prix d'interprétation masculine, conjoint avec son partenaire Abel Jafri, au Festival international du film d'Amiens.

## Filmographie

### Cinéma
- 1985 : Le Thé au harem d'Archimède de Mehdi Charef : Madjid
- 1987 : Miss Mona de Mehdi Charef : Madjid
- 1987 : Princess Academy (the Princess Academy) de Brice A. Block : Samir
- 1988 : Eden miseria de Christine Laurent : Idir
- 1991 : La Tribu d'Yves Boisset : Etienne
- 1994 : Grosse Fatigue de Michel Blanc : un spectateur
- 1994 : De sueur et de sang (Wonder Boy) de Paul Vecchiali : Philippe Raclan
- 1995 : 23h58 de Pierre-William Glenn : Momo
- 1997 : Sous les pieds des femmes de Rachida Krim : Mourad
- 1997 : Marthe de Jean-Loup Hubert : Mouloud
- 1998 : Une minute de silence de Florent-Emilio Siri : Ibrahim
- 1999 : Les Migrations de Vladimir de Milka Assaf : Karim
- 2001 : Charmant Garçon de Patrick Chesnais : Dubois
- 2008 : L'Autre Moitié de Rolando Colla : Louis
- 2008 : Pour elle de Fred Cavayé : le capitaine
- 2013 : Demi-sœur de Josiane Balasko : Monsieur Belkhri
- 2018 : J'ai perdu Albert de Didier Van Cauwelaert : Sébastien

### Télévision

#### Téléfilms
- 1984 : Aéroport: Le ciel et le feu de Roger Burckhardt
- 1988 : Haute sécurité de Jean-Pierre Bastid : Jacky
- 1990 : Deux flics à Belleville de Sylvain Madigan : Karim Hadad
- 1995 : La Femme dangereuse de Gilles Béhat : Brodsky
- 2002 : Operazione kebab d’Enrico Carlesi
- 2003 : Le premier fils de Philomène Esposito : Karim
- 2004 : Bien agités ! de Patrick Chesnais : Jean-Pascal
- 2011 : Coup de chaleur de Christophe Barraud : Samir
- 2018 : Les Disparus de Valenciennes de Elsa Bennett et Hyppolyte Dard : Divisionnaire Helder

#### Séries télévisées
- 1986 : Messieurs les Jurés, épisode L'affaire Rossy d'Alain Franck : Akim Benjaïda
- 1986 : Médecins de nuit de Jean-Pierre Prévost, épisode : Marie-Charlotte (série télévisée)
- 1990 : S.O.S. disparus, épisode Fati et ses frères de Pierre Boutron : Bachir
- 1990-1992 : Le Lyonnais, 9 épisodes : Sélim Rey
  - 1990 : Vidéo-meurtres de Michel Favart
  - 1990 : La reine du fleuve de Michel Favart
  - 1990 : Le massacre de la Saint-Thomas de Joannick Desclers
  - 1990 : Taggers de Cyril Collard
  - 1991 : Morphée aux enfers de Claude Grinberg
  - 1991 : Régis, l’éventreur de Georges Combe
  - 1992 : L’argent flambé de Michel Favart
  - 1992 : Cérémonie religieuse de Bernard Dumont
  - 1992 : Sanguine de Paul Vecchiali
- 1998 : Commissaire Moulin, épisode Présomption d'innocence de Denis Amar : Mourad
- 1998-2005 : Marc Eliot, 16 épisodes : Sam Berkani
  - 1998 : Le passé d’une femme de Josée Dayan
  - 1998 : Les deux flics de Josée Dayan
  - 1999 : C’est pas une façon d’aimer de Josée Dayan
  - 1999 : Les deux frères de Josée Dayan
  - 1999 : Bande de filles de Joyce Buñuel
  - 1999 : La traque de Joyce Buñuel
  - 2000 : Gâche pas ta vie de Patrick Jamain
  - 2000 : Ces flics qu’on dit sauvages de Patrick Jamain
  - 2002 : L’enlèvement de Carmen de Denis Amar
  - 2002 : Un beau salaud de Denis Amar
  - 2002 : La rançon de l’amour de Denis Amar
  - 2002 : Le soldat perdu de Williams Crépin
  - 2002 : Trois femmes de Williams Crépin
  - 2005 : Tant qu’il y aura des flics d’Édouard Niermans
  - 2005 : C’est votre enfant d’Édouard Niermans
  - 2005 : Une jeune femme pauvre de Christiane Lehérissey
- 2001 : Largo Winch, épisode Redemption de Larry Mollin : Frère Antonio Pistilli
- 2003-2008 : Commissaire Valence, 12 épisodes : Barth
  - 2003 : Commissaire Valence de Vincenzo Marano
  - 2004 : Viols sous influence de Vincenzo Marano
  - 2004 : Machination de Vincenzo Marano
  - 2004 : L’amour d’un flic de Patrick Grandperret
  - 2005 : Le môme de Patrick Grandperret
  - 2005 : Vengeance de Patrick Grandperret
  - 2006 : Double face de Jean-Luc Breitenstein
  - 2006 : Passeport diplomatique de Nicolas Herdt
  - 2007 : Cœur de pierre
  - 2007 : Permis de tuer de Nicolas Herdt
  - 2008 : Témoin en danger de Franck Appréderis
  - 2008 : Seduction fatale
- 2004 : S.O.S. 18, épisode Tête à l'envers de Jacques Malaterre : Perrot le banquier
- 2005 : Faites comme chez vous ! d'Arnaud Gidoin, épisode Les envahisseurs : Nadir
- 2009 : La cour des grands, 5 épisodes de Christophe Barraud : Marco
  - 2009 : Ismaël
  - 2009 : Mia
  - 2009 : Enzo et Simon
  - 2009 : Lucas
  - 2009 : Lou
- 2010 : Julie Lescaut, épisode La morte invisible de Thierry Petit : le procureur
- 2012 : Les Edelweiss, épisode Quand les parents débarquent de Philippe Proteau : Gérard Masson
- 2012 : Caïn, épisode L’attaquant de Bertrand Arthuys : Charpentier
- 2013 : Plus belle la vie, saison 9 : Walid Benmalek
- 2015 : Mes amis, mes amours, mes emmerdes..., 2 épisodes de Nicolas Herdt : Alex
  - 2015 : Un voyage sous tension
  - 2015 : Plus dure sera la chute
- 2015 : Dix pour cent, épisode Julie et Joey de Lola Doillon : Samir Chouke
- 2016 : Capitaine Marleau, épisode En trompe-l'œil, de Josée Dayan : Adjudant Tahar
- 2017 : Munch, saison 1 épisode 5 "Dernière Danse" : Capitaine Fromentin
- 2017 : Crimes Parfaits, saison 3 épisode 3 "Légitime Défiance" : Le patron du cente équestre
- 2018 : Une famille formidable : Maître Jamin, l'avocat de Jacques Beaumont pour le divorce
- 2019 : Vernon Subutex : Selim
- 2023 : Alphonse de Nicolas Bedos (série Prime Vidéo) : Philippe

## Théâtre

### Comédien
- 1981 : "Jean-Jean le petit Roi" de Pierre Saurat, mise en scène Gérard Dessalles, Théâtre des Cinq Diamants
- 1982 : La fugue d’après la nouvelle Le coq de Bruyère de Michel Tournier, mise en scène Jean-Paul Durand
- 1983 : Souvenir de Salma de Farid Gazza.
- 1989 : Adorra ou le Cimetière des Eléphants" de Jean-Jacques Varoujean, mise en scène Bernard Jenny, Théâtre Le Maillon à Strasbourg
- 2005 : 1962, le dernier voyage de Mehdi Charef, mise en scène Azize Kabouche et Kader Boukhanef, Théâtre Montparnasse
- 2012 : Transparence, comédie onusienne de Benoît Guibert, mise en scène Geoffrey Kuzman, Vingtième Théâtre
- 2015 : Un grand moment de solitude de Josiane Balasko, mise en scène de l’auteur, Théâtre de la Michodière

### Mises en scène
- 1995 : Poèmes et chansons, d’Aragon, Théâtre d’Ivry
- 1995 : Monsieur Milord de Gérard Dessalles, Théâtre d’Ivry
- 2005 : 1962, le dernier voyage de Mehdi Charef, mise en scène avec Azize Kabouche, Théâtre Montparnasse
- 2010 : Les Précieuses ridicules de Molière, Théâtre Aktéon

## Distinctions
- César du cinéma 1986 : Nomination César du meilleur espoir masculin pour Le Thé au harem d'Archimède de Mehdi Charef
- 2007 : Prix d’interprétation masculine au Festival international du film d'Amiens pour  L'Autre Moitié de Rolando Colla